# Sidford
Sidford – wieś w południowo-zachodniej Anglii (Wielka Brytania), w hrabstwie Devon, w dystrykcie East Devon, położona nad rzeką Sid. Leży na północnym obrzeżu miasta Sidmouth,  22 km na wschód od Exeteru i 235 km na zachód od Londynu.